# Oxymycterus roberti
Oxymycterus roberti är en däggdjursart som beskrevs av Thomas 1901. Oxymycterus roberti ingår i släktet grävmöss och familjen hamsterartade gnagare. IUCN kategoriserar arten globalt som livskraftig. Inga underarter finns listade i Catalogue of Life.
Denna gnagare förekommer i östra Brasilien i delstaterna Minas Gerais, Goiás och östra Mato Grosso do Sul. Arten lever i låga bergstrakter mellan 700 och 900 meter över havet. Habitatet utgörs av tempererade skogar där träd av brödgranssläktet dominerar.